# Ajn al-Bajda (Latakia)
Ajn al-Bajda (arab. عين البيضة) – miasto w Syrii, w muhafazie Latakia. W 2004 roku liczyło 1629 mieszkańców.